# Éruption du Kelud en 1919
L'éruption du Kelud en 1919 est une éruption volcanique du Kelud, un volcan indonésien situé à Java, en mai 1919. Ce mois-là, le réveil du volcan expulse les 38 millions de m3 d'eau d'un lac qui se trouvait jusqu'alors à son sommet, causant un lahar qui, en s'ajoutant aux nuées ardentes émises par ailleurs, tua 5 110 personnes. L'éruption figure ainsi parmi les plus meurtrières des temps historiques.